# Hail the Conquering Hero
Hail the Conquering Hero (prt: Heróis de Mentira; bra: Herói de Mentira) é um filme estadunidense de 1944, do gênero comédia, dirigido por Preston Sturges e estrelado por Eddie Bracken e Ella Raines. O filme é uma hábil e imaginativa sátira sobre heroísmo, política e os valores das pequenas cidades. Além de Eddie Bracken, o automenosprezado herói preferido do diretor Sturges e que aqui tem o papel de sua vida, todo o elenco de apoio recebeu os louvores da crítica, especialmente Raymond Walburn, William Demarest e Franklin Pangborn.
Este foi o último filme de Sturges para a Paramount Pictures. O diretor brigou com o chefe de estúdio Buddy DeSylva, que tentou interferir na montagem, e só voltaria a filmar de novo em quatro oportunidades.
A produção recebeu uma indicação ao Oscar, na categoria Roteiro Original, escrito pelo próprio diretor.

## Sinopse
Woodrow Truesmith é o jovem do interior, filho de herói da Primeira Guerra Mundial, que tenta servir na Marinha, mas é dispensado por sofrer de rinite alérgica. Desconsolado, ele encontra apoio em um punhado de fuzileiros, que o colocam em um uniforme coberto de medalhas e declaram às pessoas de sua terra que ele, na verdade, é um herói da Guerra do Pacífico. A partir daí, Woodrow ganha uma estátua, é saudado em verso e prosa pela sua pseudobravura, e vê-se a ponto de tornar-se prefeito da cidade. Quando conta a verdade, ninguém acredita!

## Elenco
| Ator/Atriz          | Personagem                  |
| ------------------- | --------------------------- |
| Eddie Bracken       | Woodrow Truesmith           |
| Ella Raines         | Libby                       |
| Raymond Walburn     | Noble, o prefeito           |
| William Demarest    | Sargento Heppelfinger       |
| Franklin Pangborn   | Chefe do Comitê de Recepção |
| Elizabeth Patterson | Martha, a tia de Libby      |
| Georgia Caine       | Mãe de Woodrow              |
| Al Bridge           | Chefe político              |
| Freddie Steele      | Bugsy                       |
| Franklyn Farnum     | Não-creditado               |

## Principais premiações
| Prêmio                   | Categoria                                                      | Situação          |
| ------------------------ | -------------------------------------------------------------- | ----------------- |
| Oscar                    | Melhor Roteiro Original                                        | Indicado          |
| National Board of Review | Melhor Filme Melhor Atuação (Eddie Bracken, Franklin Pangborn) | Indicado Vencedor |
| New York Times           | Dez Melhores Filmes                                            | Vencedor          |